# Wieden (Vienne)
Pour les articles homonymes, voir Wieden.
Wieden est le quatrième arrondissement de Vienne et se situe dans la Gürtel, qui fut aménagée à la place de l'ancien mur d’enceinte. Cet arrondissement a été créé en 1850 lors de la fusion de plusieurs communes de banlieue. En 1861, il fut divisé et perdit une partie de sa superficie qui incomba au 5e arrondissement, Margareten qui fut ainsi créé. Wieden est typique des arrondissements centraux : densément peuplé avec peu d'espaces verts.

## Géographie

### Situation
Les limites de l'arrondissement sont les suivantes : 
- au nord : la vieille ville (1er arrondissement) sur la Karlsplatz et le long de la Lothringerstraße ;
- à l'est : Landstrasse (3e arrondissement) sur la Schwarzenbergplatz et le long de la Prinz-Eugen-Straße ;
- au sud : Favoriten (10e arrondissement) le long de la Gürtel ;
- à l'ouest : Margareten (5e arrondissement) le long des Kettenbrückengasse, Margaretenstraße, Kleine Neugasse, Mittersteig, Ziegelofengasse et Blechturmgasse jusqu'à la Gürtel ;
- au nord-ouest : Mariahilf le long de la rechte Wienzeile.

L'arrondissement est traversé du nord-est au sud-ouest par la Wiedner Hauptstraße et du nord au sud par la Favoritenstraße.

### Utilisation de l'espace
67,4 % de la surface de l'arrondissement est occupée par des bâtiments (moyenne de Vienne : 33,32 %), dont 77,9 % sont des logements. La surface occupée par les voies de transports représente environ 26 % de la surface de l'arrondissement (Vienne : 13,75 %). Les espaces verts ne forment que 6,56 % de l'arrondissement (Vienne : 46,26 %), dont 85,5 % sont des parcs. Cinq autres arrondissement ont une proportion d'espaces verts encore moindre. L'arrondissement ne comprend ni bois, ni jardins privés, ni terrains de sport, ni surface agricole.

### Quartiers
Les quartiers de Wieden sont Wieden, Hungelbrunn et Schaumburgergrund. Ils sont d'anciennes communes indépendantes et n'ont aujourd'hui plus aucun rôle dans l'administration politique de l'arrondissement ou de la ville.
La division de l'arrondissement se fait en quartiers utilisés pour les statistiques officiels. Il s'agit de Technische Hochschule, Argentinierstraße, Wiedner Hauptstraße et Schaumburgergrund. Les limites du quartier de Schaumburgergrund ne correspondent pas entièrement aux limites de l'ancienne commune du même nom.

## Histoire

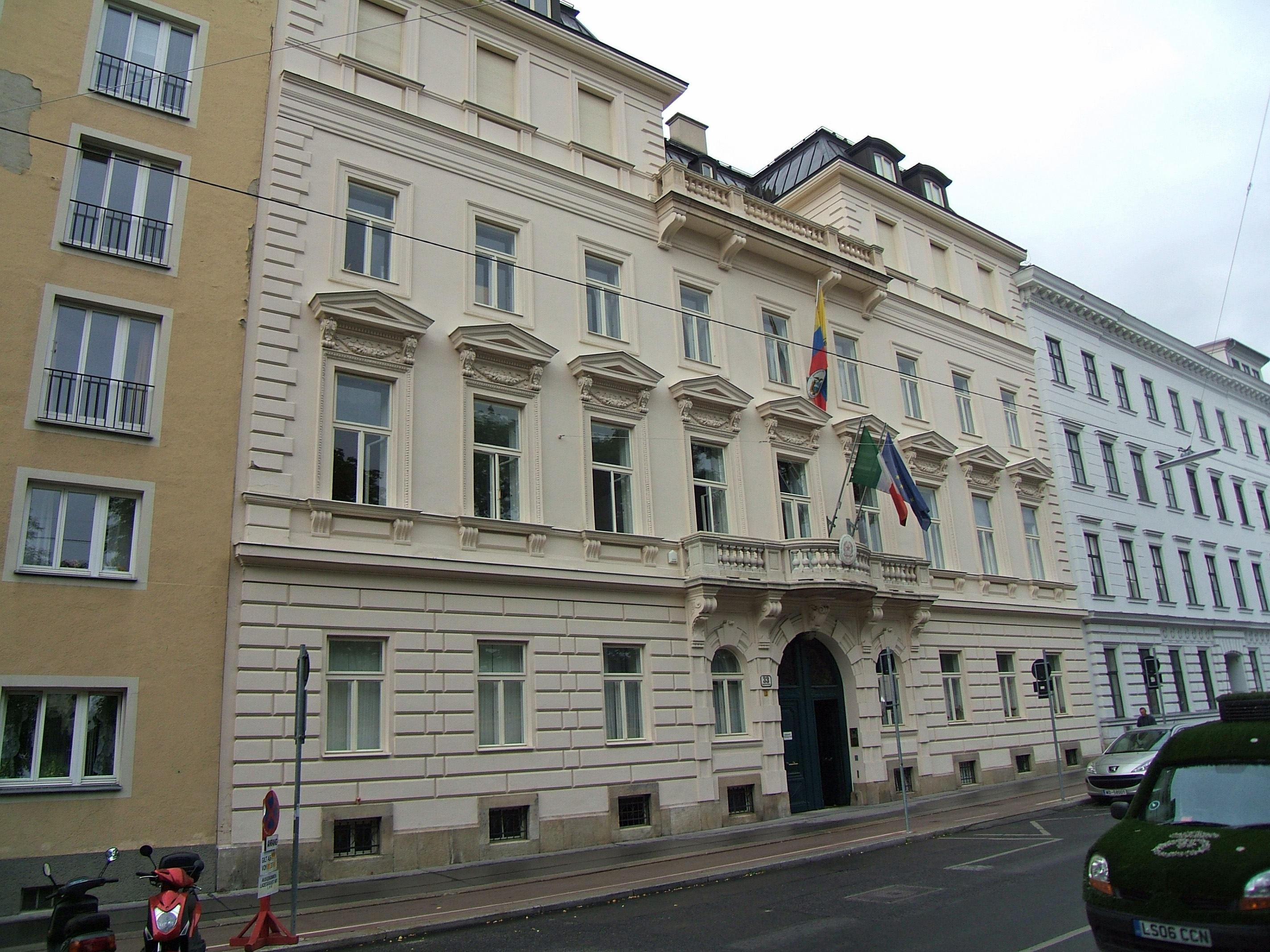
Le Palais Erlanger.

Le nom de Wieden apparaît pour la première fois en 1137 : l'arrondissement est donc une des banlieues de Vienne apparaissant le plus tôt dans l'Histoire. La rue principale (Wiedner Hauptstraße) est cependant probablement plus ancienne encore. Sous Ferdinand II, la résidence d'été de l'empereur, nommée « Neue Favorita » fut construite au sud de cette rue et agrandie à plusieurs reprises.
En 1737 fut construit sur le terrain de l'arrondissement un des bâtiments religieux les plus importants d'Autriche, l'église Saint-Charles-Borromée, selon le souhait de l'empereur. Elle se trouvait à l'époque sur le quai sud de la rivière Vienne qui n'était à l'époque pas régulé, et avait été construite pour se trouver dans l'axe de la Hofburg, résidence de l'empereur. La place sur laquelle se trouve l'église porte depuis 1899 le nom de cet empereur, Charles VI, en allemand Karlsplatz.
Peu après, sa fille, Marie-Thérèse d'Autriche, décida de ne plus habiter la Neue Favorita et la vendit aux Jésuites qui en firent une école. Plusieurs décennies plus tard, l'école devient privée et est aujourd'hui le lycée Theresianum qui jouit d'une excellente réputation. L'académie autrichienne de la diplomatie utilise aussi ces locaux. 
La route qui passait devant la façade principale de la Neue Favorita et montait vers le sud arrivait depuis 1704 au mur d'enceinte, plus exactement à une porte surveillée nommée « Favoritenlinie ». Hors de ce mur, un quartier nommé se développa qui appartint à Wieden jusqu'en 1874. La rue qui y menait fut naturellement nommée « Favoritenstraße » et s'appelle encore ainsi aujourd'hui.
Au début du XVIIIe siècle, Wieden commença à devenir une banlieue. Beaucoup de nobles y construisirent leur palais. Deux autres petites banlieues se développèrent sur le territoire de l'actuel arrondissement : Hungelbrunn et Schaumburgergrund, apparu seulement en 1813.
Ces trois banlieues furent incorporées à Vienne, comme beaucoup d'autres banlieues, le 6 mars 1850 sous le nom de Wieden, en tant que quatrième arrondissement de la ville. Étant donné les différences sociales et économiques entre la partie la plus éloignée du centre-ville et la partie la plus proche, l'arrondissement fut divisé en 1861 et la partie la plus pauvre devint le cinquième arrondissement. À cette époque, Wieden et Margareten étaient les seuls arrondissements à comprendre des territoires au-delà du mur d'enceinte. Ceux-ci furent incorporés au 10e arrondissement, Favoriten en 1874.
En 1854, le pont Sainte-Élisabeth fut construit sur la rivière Vienne à un endroit où se trouvait déjà un pont en 1211, reliant ainsi la Wiedner Hauptstraße à la vieille ville. Entre 1895 et 1900, la rivière Vienne fut régulée sur tout son cours dans la ville de Vienne. Elle fut complètement recouverte au niveau du Naschmarkt (qu'on installa en 1902 à sa place actuelle) et de la Karlsplatz. Les statues du pont datant de 1867 furent installées sur la place de l'hôtel de ville en 1897 lors de la destruction du pont. À cette époque, on construisit aussi le Stadtbahn (ancêtre du métro). La station Karlsplatz est aujourd'hui une plaque tournante du trafic métropolitain : 3 des 5 lignes de Vienne s'y croisent (U1, U2 et U4).
La Gürtel, rue servant à contourner le centre-ville fut aménagée petit à petit. En 1880, sa partie sud n'était encore qu'un projet; le nom de Wiedner Gürtel fut fixé deux ans plus tard. Comme de nombreuses banlieues au nord-ouest, à l'ouest et au sud-ouest furent incorporées à Vienne en 1892, le mur d'enceinte fut détruit. On put ainsi aménagée la Wiedner Gürtel et construire sur son côté nord.
Dans l'entre-deux-guerres, une maison de la radio fut construite pour la RAVAG (aujourd'hui ORF). Des émissions de radio en direct sont encore aujourd'hui transmise depuis ce bâtiment. Lors de la tentative de coup d'état par les nazis le 25 juillet 1934, la radio fut occupée par les putschistes. Pendant l'occupation (1945-1955), Wieden devient zone d'occupation soviétique, car les Russes souhaitaient disposer de la radio.
Pendant la Seconde Guerre mondiale, l'hôpital pour enfant Saint-Josef fut détruit. En 1956, on détruisit aussi l'hôpital de Wieden et on construisit à son emplacement la cité Bertha von Suttner. En 1954, le musée d'histoire de la ville de Vienne fut construit sur la Karlsplatz (aujourd'hui appelé Wien Museum). La chambre des travailleurs s'installa à l'emplacement de l'ancien Palais Rothschild en 1957. En 1969, la mairie d'arrondissement fut reconstruite. Enfin, en 1978, le métro U1 fut inauguré après des travaux d'aménagement du parc Ressel et de la Karlsplatz.
Wieden accueille aussi un bâtiment de l'université technique de Vienne ainsi que sa bibliothèque, le théâtre « Akzent » fondé en 1989, le musée d'arrondissement et le musée des ramoneurs ouverts en 1995, et en 2001, la Kunsthalle laissa un « project space » sur la Karlsplatz, son emplacement original depuis 1992 et déménagea au Museumsquartier.
En 1999 et en 2009, les limites de l'arrondissement furent un peu déplacées au niveau de la Schwarzenbergplatz/Prinz-Eugen-Straße et Kettenbrückengasse d'abord, puis au niveau du Naschmarkt.

## Population

### Évolution
En 1869, 55 682 personnes vivaient sur le territoire de l'arrondissement. Jusqu'en 1910, ce nombre augmenta pour atteindre quasiment 63 000. Depuis, la population est en déclin constant. Cependant, ces dernières années, la population de l'arrondissement suit la tendance générale de Vienne, à savoir une nouvelle augmentation.

### Structure
La part des personnes de plus de 60 ans est de 24,3 %, au-dessus de la moyenne viennoise de 22,2 %. La part des moins de 15 ans quant à elle, est de 12,1 %. Les femmes représentent 54,1 % de la population, là encore au-dessus de la moyenne de la ville.

### Origine et langues
La part des habitants ne possédant pas la nationalité autrichienne était en 2001 de 15,3 %, soit 2 points en dessous de la moyenne de la ville. Il s'agissait alors de 3,7 % de citoyens de Serbie ou Monténégro, 1,5 % d'Allemagne, 1,8 % des autres pays de l'Union européenne, 1 % de Turquie ainsi que de Croatie. Cette même année, 25,4 % des habitants de l'arrondissement n'étaient pas nés en Autriche. 76 % des habitants déclaraient utiliser l'allemand comme langue de communication principale, 5,4 % le serbe, 2,2 % le turc, 2 % le croate et 1,4 % le hongrois.

### Religion
48,1 % des habitants de Wieden sont catholiques. L'arrondissement est divisé en 4 paroisses. La deuxième religion présente est le protestantisme, revendiqué par 6,7 % des habitants, suivi par l'orthodoxie (6 %). Les musulmans représentent 4,6 % de la population. Enfin, 26,3 % des habitants n'appartiennent à aucune communauté religieuse.

## Politique
| Maires d'arrondissement depuis 1945 | Maires d'arrondissement depuis 1945 |
| ----------------------------------- | ----------------------------------- |
| Herbert Prix (parti inconnu)        | 4/1945–5/1945                       |
| Gottfried Albrecht (SPÖ)            | 5/1945–1946                         |
| Franz Stöger (ÖVP)                  | 1946–1952                           |
| Franz Ramel (ÖVP)                   | 1952–1969                           |
| Herbert Walkersdorfer (ÖVP)         | 1969–1973                           |
| Herta Haider (ÖVP)                  | 1973–1987                           |
| Karl Lengheimer (ÖVP)               | 1987–1997                           |
| Susanne Emmerling (ÖVP)             | 1997–2001                           |
| Susanne Reichard (ÖVP)              | 2001–2010                           |
| Leopold Plasch (SPÖ)                | 2010–                               |

L'arrondissement est traditionnellement bourgeois. Depuis 1946, le parti conservateur ÖVP obtenait toujours la majorité des voix et fournissait ainsi les maires de l'arrondissement. Suivaient traditionnellement le SPÖ et le FPÖ qui put augmenter considérablement ses scores à partir de la fin des années 1980. L'entrée des Verts sur la scène politique dans les années 1980 fit perdre des voix aux SPÖ et ÖVP. L'apparition du LIF, Forum Libéral, se fit aussi au détriment des SPÖ et ÖVP. Cependant, le LIF et le FPÖ commencèrent à décliner à partir de 2001, tandis que les Verts continuaient à progresser. En 2005, le ÖVP ne distançait le SPÖ que de peu, suivi par les Verts qui avaient fait un bon de 6 points. Enfin, en 2010, le SPÖ réussit à dépasser le ÖVP de quelques fois dans l'arrondissement, tandis que ce dernier n'obtient que de très mauvais scores au niveau de toute la ville.

## Armoiries
Les armoiries de Wieden se composent des armoiries des 3 anciennes communes qui se trouvaient sur le territoire de l'actuel arrondissement. En haut à gauche, Wieden, représenté par un saule. Ce symbole est le résultat d'une mauvaise interprétation du nom de l'arrondissement, qui ne vient pas du saule (Weiden en allemand), mais de Widum (paroisse). En haut à droite est représenté Schaumburgergrund, représenté par la tour Saint-Etienne entourée de la couronne des comtes de Starhemberg. Elle rappelle la défense de Vienne lors du siège par les Turcs en 1683 conduite par Ernst Rüdiger de Starhemberg, dont les terres se trouvaient sur le territoire de l'arrondissement. Enfin, la partie inférieure représente Hungelbrunn, dont une petite partie se trouvait dans l'arrondissement actuel. Il représente un puits avec saint Léopold, patron de la Basse-Autriche, au-dessus. À côté se tiennent Saint-Pierre et Saint-Florient, patron de l'église locale.

## Culture et tourisme

### Monuments

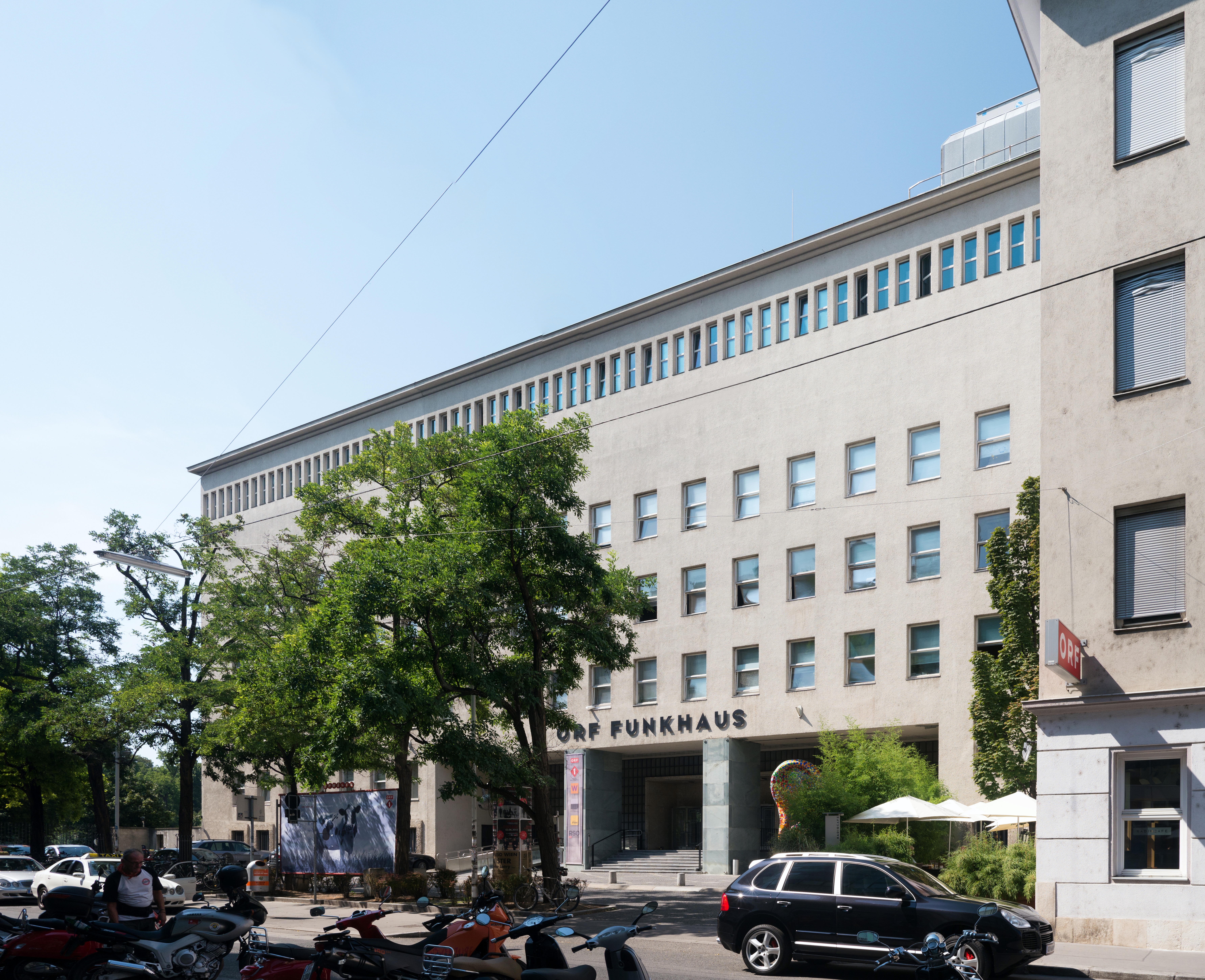
Le bâtiment de la radio ORF se trouve à Wieden.

Quatre-vingt-six bâtiments de l'arrondissement sont classés monuments historiques. Quarante-sept d'entre eux sont entièrement ou en partie des immeubles d'habitations. On pourra aussi noter la partie du réseau du Stadtbahn, aujourd'hui utilisée par le métro, qui se trouve dans l'arrondissement, plusieurs églises (Theklakirche, églises Saint-Paul, Sainte-Elisabeth, Saint-Charles-Borromée), six monuments en l'honneur de diverses personnalités, quatre fontaines, le palais Schönburg, le Stadtpalais, le palais Vrints zu Falkenstein, le palais Böhler, l'ancien palais Favorita, le musée d'histoire de la ville de Vienne, l'université technique, le bâtiment de l'ORF, etc.

### Patrimoine mondial de l'UNESCO

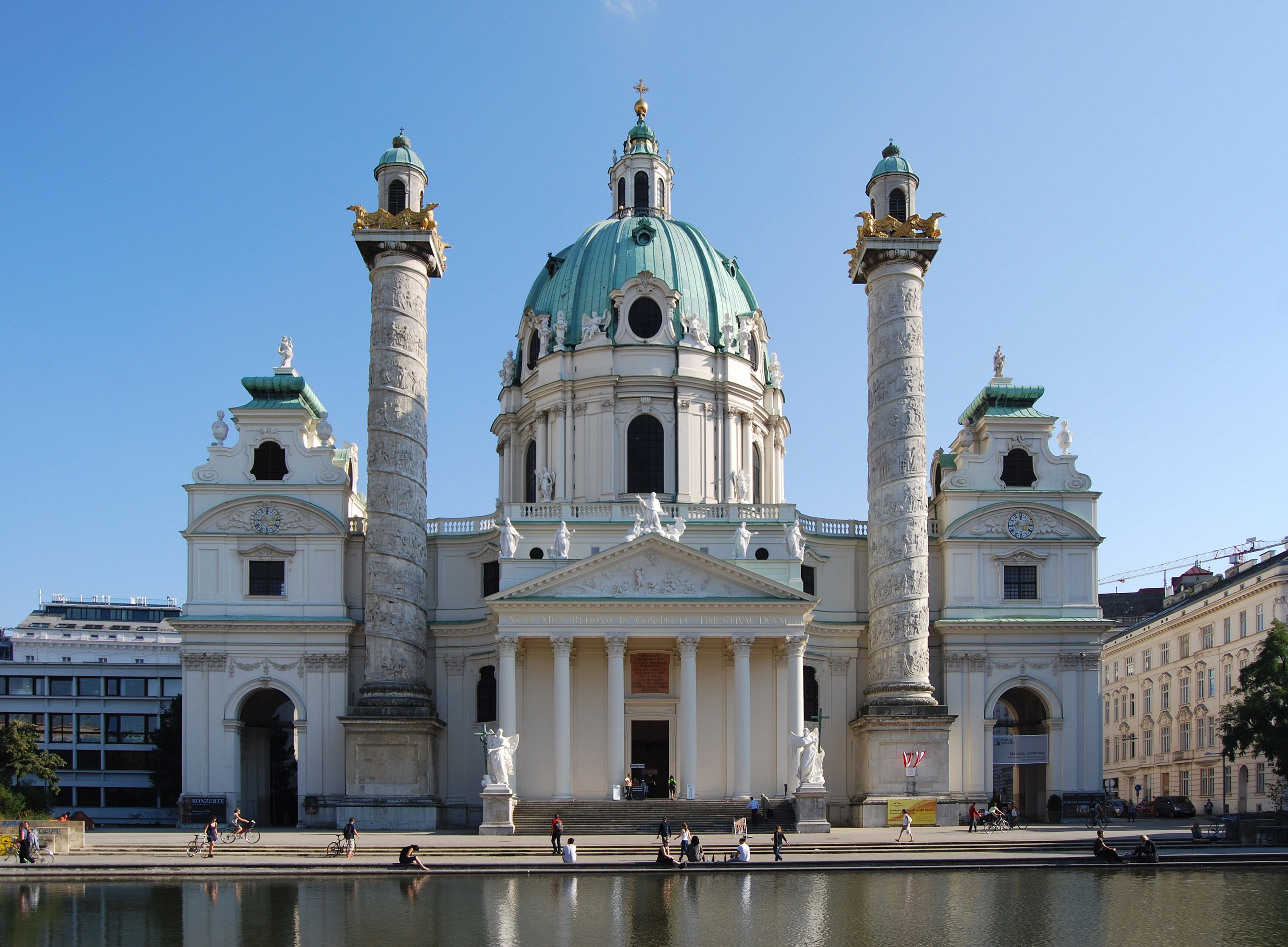
Église Saint-Charles-Borromée.

L'arrondissement est situé en grande partie sur le domaine classé patrimoine mondial par l'Unesco, dont les frontières sud et ouest traversent Wieden. La Karlsplatz, l'église Saint-Charles-Borromée, le musée de la ville de Vienne, le bâtiment de l'université technique et l'école protestante appartiennent à l'ensemble Unesco.

### Musées
Le musée le plus visité de l'arrondissement est le Wien Museum sur la Karlsplatz. Son exposition présente l'histoire de la ville de Vienne au cours des siècles ainsi qu'une collection d'œuvres d'art et d'objets historiques. La maison où Schubert est mort, située dans la Kettenbrückengasse, est aussi administrée par le Wien Museum. L'appartement de Schubert présente une exposition sur la dernière partie de la vie du compositeur. Une autre exposition sur la vie de Schubert se trouve dans sa maison natale à Alsergrund. La collection de la Generali Foundation se compose de 2100 œuvres d'art contemporaines de quelque 170 artistes internationaux. Les plus anciennes datent des années 1950. La Kunsthalle Wien dispose d'un project space sur la Karlsplatz. En outre, l'arrondissement accueille le musée des pompes funèbres, le musée des ramoneurs et le musée du Troisième Homme, film dont l'action se déroule à Vienne. Le musée d'arrondissement présente l'histoire de Wieden.

## Économie et infrastructures

### Transport

#### Transport privé
L'arrondissement est limité au nord (Wienzeile) et à l'ouest (Gürtel) par d'importantes voies. Deux autres traversent l'arrondissement : Wiedner Hauptstraße et Favoritenstraße. De plus, la Südtiroler Platz, importante plaque tournante du transport à Vienne, se situe dans l'arrondissement. L'arrondissement dispose de 29 km de grandes rues.
Il existe environ 8,5 km de pistes cyclables à Wieden, formant un réseau très dense, étant donné la petitesse de l'arrondissement. Le transport à vélo se révèle de plus en plus important dans cet arrondissement, comme dans tous les autres arrondissements centraux, notamment parce que les vélos ont le droit d'emprunter les rues en sens interdit. Cependant, certains points de l'arrondissement ne sont pas pourvus en pistes cyclables, créant un trou dans ce réseau. De plus, l'arrondissement ne possède que deux stations de City Bike, système de vélos en libre service.

#### Transports en commun
Les transports en commun sont gérés par les Wiener Linien. Le 4e arrondissement dispose de trois stations du métro U1 (Karsplatz, Taubstummengasse et Südtiroler Platz) ainsi qu'un accès aux lignes U2 et U4 par la station Karlsplatz. De plus, à la frontière avec le 10e arrondissement se trouvent la Südbahnhof (bientôt gare centrale) ainsi que des lignes de S-Bahn.
Les lignes de tramway D, 1 et 62 ainsi que le tramway de Baden circulent dans l'arrondissement, de même que les bus 13A et 59A. Un service de nuit est assuré par les lignes N60, N62, N66 et N71 d'environ 0 h 30 à 5 h, la ligne N71 ne fonctionnant que les week-ends. Enfin, des bus régionaux partent de la Südtiroler Platz.

### Éducation
Dans l'arrondissement se trouvent 6 écoles primaires, 3 lycées professionnels, 3 lycées généraux, une haute école technique dispensant des cours du soir, un conservatoire, l'institut de finance et gestion de la Fachhochschule de Vienne ainsi que l'université technique.
Il faut aussi noter la présence d'une filière d'un des lycées qui se donne pour but d'encourager les compétences particulières des élèves ainsi que le lycée Theresianum, très réputé. La Volkshochschule de Margareten gère une filiale de son Polycollege à Wieden.

### Sécurité
Deux commissariats sont établis à Wieden. Ils appartiennent en fait au commandement de Margareten qui est responsable des arrondissements de Wieden, Margareten et Mariahilf.

## Habitants célèbres

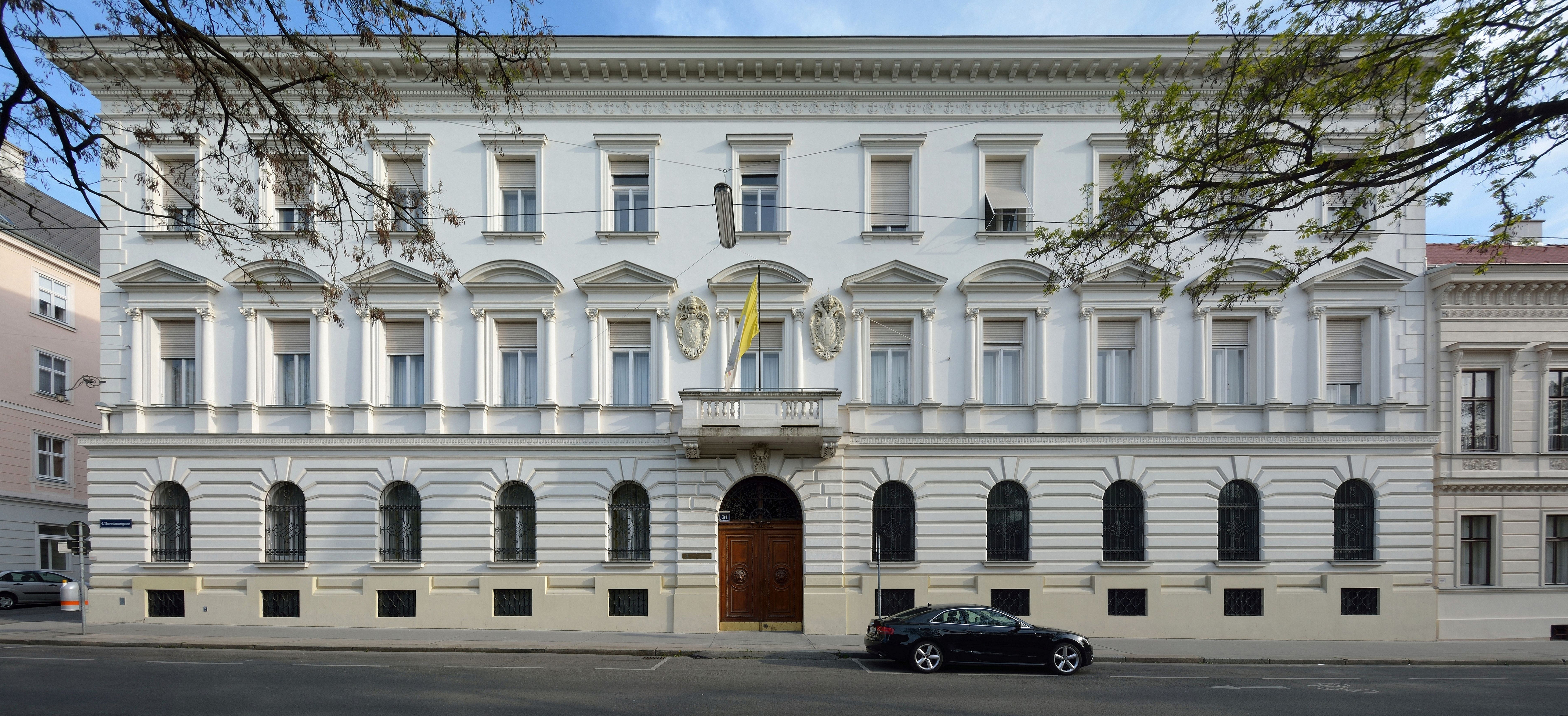
Le Palais de la nonciature apostolique, sur la Theresianumgasse.

- Johannes Brahms
- Christoph Willibald Gluck
- Johann Strauss II
- Emanuel Schikaneder
- Karl Lueger
- Karl Kraus